# ائومایوس
ائومایوس (به انگلیسی: Eumaeus)، خوک‌چران اودسئوس.
خدمتکار اودوسئوس بود و او را در راه رسیدن به همسرش پنلوپه یاری داد. در اصل شاهزاده بود ولی کنیزی او را ربود و به لائرتس، پدر اودوسئوس فروخت.